# Morgenstondgroep
De Morgenstondgroep is een federatie van elf kerken die haar wortels heeft in de pinksterbeweging. 
De eerste Morgenstondgemeente ontstond in 1958. Naar aanleiding van de evangelisatiecampagne van Thomas Lee Osborn ontstonden tal van nieuwe evangelische en pinkstergemeenten. Peter Rothuizen en evangelist Joop van der Bergh begonnen met beleggen van samenkomsten in een gymnastiekzaal in Den Haag. 
In 1965 droeg Van den Bergh de gehele leiding over aan Rothuizen. Mede op zijn initiatief werden er gemeentes gesticht in Voorburg, Schiedam (1974) Mariahoeve (1976) en de Wesselstraat (1977) (beiden in Den Haag), Zoetermeer (1978). Vanuit de nieuwe dochtergemeentes ontstonden er ook weer gemeentes in onder andere Gouda (1981), Delft (1983), Naaldwijk (1983), Bodegraven (1994), Nieuwegein (1997) en Pijnacker (1999). Anno 2023 bestond de federatie uit elf kerken, waar het aantal voorheen op veertien lag.
De Morgenstondgroep is uitgegroeid tot een groep gemeenten met ieder een eigen identiteit. Voorgangers en oudsten komen één keer per twee maanden bij elkaar. Hierbij zijn ook nog steeds de oud-voorgangers aanwezig die inmiddels op vergevorderde leeftijd zijn.